# مسافرخانه: قسمت ۳
مسافرخانه: قسمت ۳ (انگلیسی: Hostel: Part III) فیلمی در ژانر ترسناک اسلشر به کارگردانی اسکات اسپیگل است که در سال ۲۰۱۱ منتشر شد. از بازیگران آن می‌توان به کیپ پاردیو، برایان هالیسی، جان هنسلی، سولای هنائو و توماس کرچمان اشاره کرد.

## خلاصه داستان
در حالی که چهار پسر جوان در لاس وگاس در حال خوش‌گذرانی در پارتی مجردی یکی از دوستانشان هستند، توسط دو دختر جذاب فریفته می‌شوند و همراه آنها به یک پارتی خصوصی دیگر می‌روند که در آنجا شکنجه و کشته می‌شوند.